# 佐治晴夫
佐治 晴夫（さじ はるお、1935年 - ）は鈴鹿短期大学名誉学長。理学博士。元学校法人享栄学園第五代理事長。大阪音楽大学大学院客員教授。東京都出身。

## 著書
- 『宇宙の不思議』（PHP研究所）ISBN 4-569-52942-9
- 『宇宙のゆらぎ・人生のフラクタル』（PHP研究所）ISBN 4-569-61048-X
- 『宇宙はすべてを教えてくれる』（PHP研究所）ISBN 4-569-63044-8
- 『宇宙の風に聞く』（セルフラーニング研究所）ISBN 4-906539-29-7
- 『宇宙日記』（法研）ISBN 4-87954-300-4
- 『星へのプレリュード』（黙出版）ISBN 4-900682-47-0
- 『二十世紀の忘れもの』（雲母書房）ISBN 4-87672-072-X
- 『「わかる」ことは「かわる」こと』（養老孟司との共著）（河出書房新社）ISBN 4-309-90608-7
- 『からだは星からできている』（春秋社）ISBN 978-4-393-36048-4 C0010

| スタブアイコン | サブスタブ | この項目は、まだ閲覧者の調べものの参照としては役立たない、人物に関連した書きかけの項目です。この項目を加筆・訂正などしてくださる協力者を求めています（P:人物伝/PJ:人物伝）。 |